# 圣潘克拉茨
圣潘克拉茨是奥地利上奥地利州克雷姆斯河畔基希多夫县的一个市镇。总面积47.1平方公里，总人口381人，人口密度8.1人/平方公里（2005年）。